# Vercelli (provincie)
De provincie Vercelli is gelegen in de Noord-Italiaanse regio Piëmont. In het noorden grenst ze aan het Zwitserse kanton Wallis en de provincie Verbano Cusio Ossola. In het oosten ligt de provincie Novara en in het westen de provincies Turijn en Valle d'Aosta. Ten slotte grenst Vercelli in het zuiden nog aan de provincie Asti.

## Territorium
De provincie heeft een opvallende vorm, deze is te wijten aan het afscheiden van Biella in 1992. Het gehele noorden, op het Val Sesia na, ging over naar de nieuwe provincie Biella. Het territorium van Vercelli is duidelijk in tweeën te delen. De zuidelijke laagvlakte en het alpine noorden. In de laagvlakte ligt ook de hoofdstad Vercelli. Deze is gelegen te midden van de rijstvelden, karakteristiek voor dit deel van de Povlakte. Een ander belangrijk element in het landschap zijn de zogenaamde cascine , grote, vaak eeuwenoude hoeves. Het Valsesia in het noorden leidt naar het op een na hoogste bergmassief van de Alpen: de Monte Rosa. De hoogste in de provincie liggende top is de Punta Gniffetti (4559 meter). Het hooggebergte heeft hier de status van nationaal park.

## Bezienswaardigheden
De kleine hoofdstad Vercelli mag tot de meest bezienswaardige steden van de regio Piëmont gerekend worden. Belangrijkste punten: Piazza Cavour, de kerk Sant'Andrea uit de dertiende eeuw en de kathedraal. Het gebied tussen de hoofdstad en de stad Novara met zijn  rijstvelden is op zijn mooist in de vroege lente, wanneer deze vol water staan. In het Valsesia is de belangrijkste publiekstrekker Varallo Sesia. Hier is, net zoals in meerdere Noord-Italiaanse plaatsen, een Sacro Monte. Het religieuze complex telt 43 kapellen en een spierwitte 17de-eeuwse basiliek. Vanuit Varallo is de Sacro Monte met een kabelbaan te bereiken. In het uiterste noorden van de vallei van de Sesia ligt Alagna Valsesia, in de winter belangrijk voor de wintersport, 's zomers uitgangspunt voor bergwandelingen. Op de grens met Zwitserland ligt de hoogste berghut van Europa op 4553 meter; de Capanna Margherita.

## Belangrijke plaatsen
- Vercelli (44.950 inw.)
- Borgosesia (13.930 inw.)
- Santhià (9308 inw.)

## Foto's

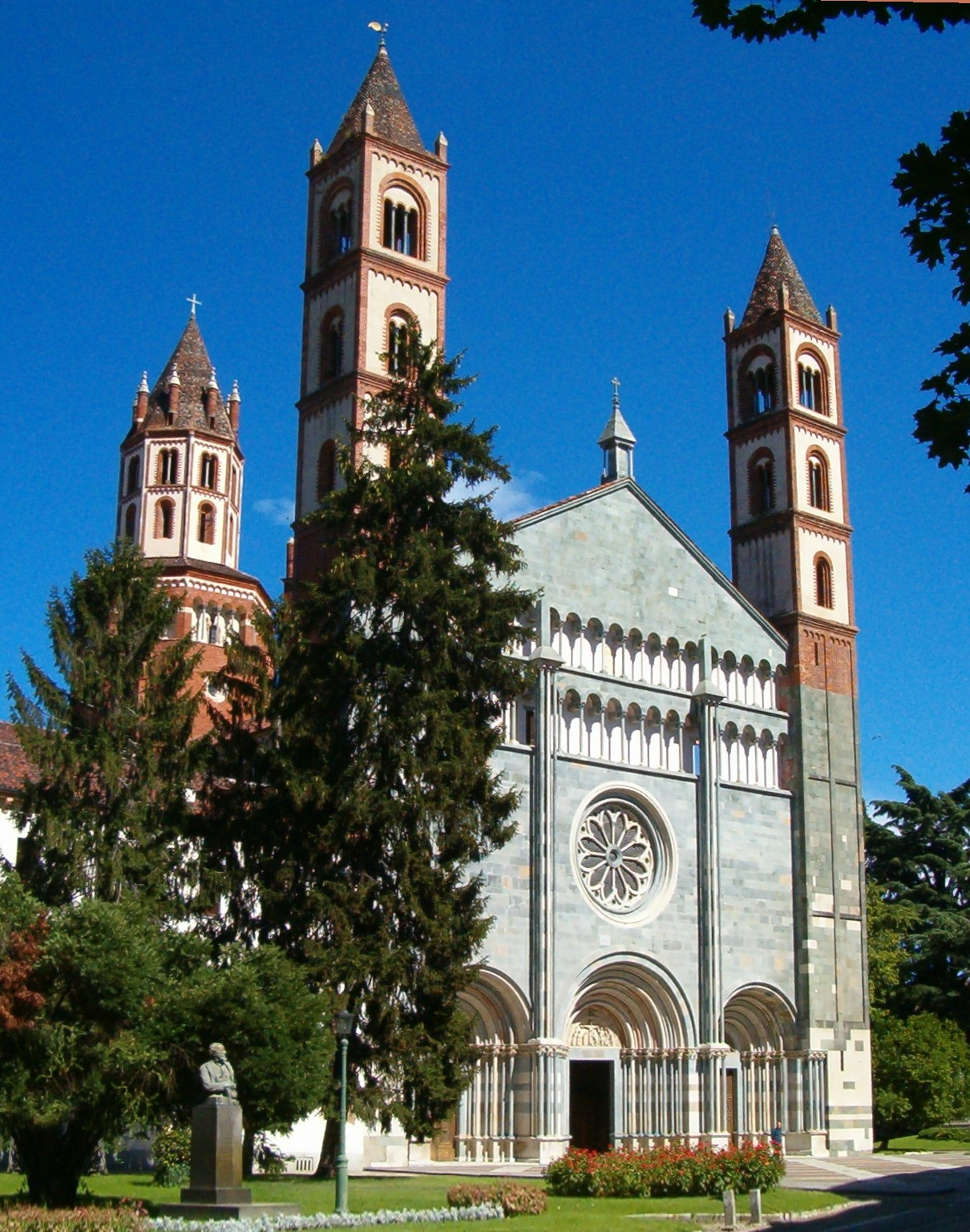
Vercelli

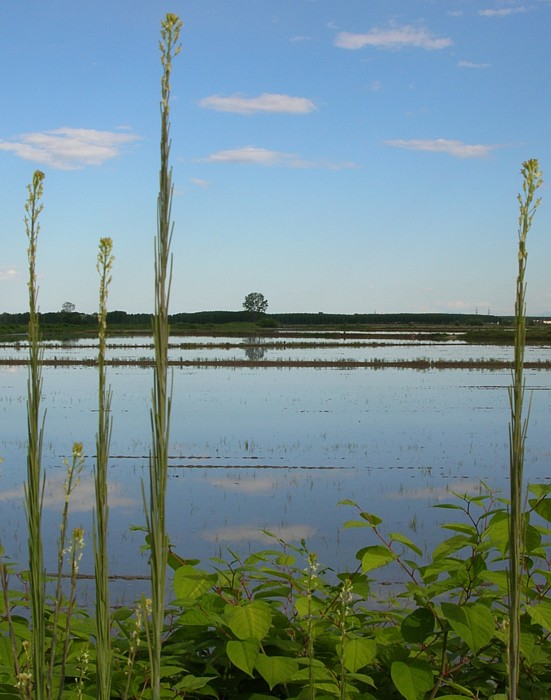
Rijstvelden

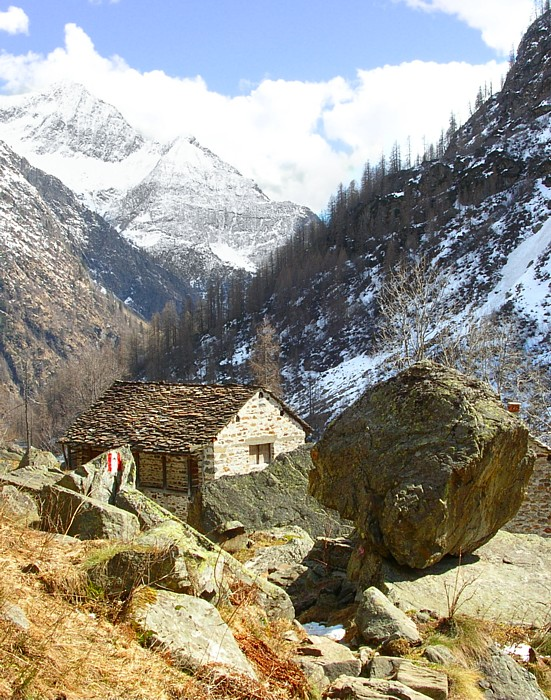
Valsesia

Alessandria · Asti · Biella · Cuneo · Novara · Turijn · Verbano-Cusio-Ossola · Vercelli